# Pewnego razu w Rzymie
Pewnego razu w Rzymie (ang. When in Rome) – komedia romantyczna z 2010 roku w reżyserii Marka Stevena Johnsona. W głównych rolach wystąpili Kristen Bell jako Beth Harper oraz Josh Duhamel jako Nick Beamon.
Premiera filmu w Polsce odbyła się 23 lipca 2010 roku.

## Opis fabuły
Beth Harper, kuratorka z muzeum w Nowym Jorku nie ma szczęścia w miłości. Dziewczyna wybiera się do Rzymu, gdzie jej młodsza siostra chce zawrzeć spontaniczne małżeństwo. Tutaj zabiera kilka monet ze słynnej fontanny miłości, a po powrocie do domu okazuje się, że nie potrafi poradzić sobie z nieoczekiwanym nadmiarem konkurentów czekających u jej drzwi.

## Obsada
- Kristen Bell - Beth Harper
- Josh Duhamel - Nick Beamon
- Alexis Dziena - Joan Martin, młodsza siostra Beth
- Jon Heder - Lance
- Dax Shepard
- Will Arnett
- Anjelica Huston - Celeste
- Danny DeVito
- Don Johnson - tata Beth
- Kate Micucci - Stacy Harper
- Dat Phan - Quan
- Alexa Havins - Lacey
- Denise Vasi - Gala Hostess
- Peter Donald Badalamenti II - Ace Frehley
- Lee Pace - Brady Sacks